# Andrzej Dyszak (parodysta)
Andrzej Dyszak (ur. 5 stycznia 1948 w Łabędach) – polski artysta estradowy, parodysta i piosenkarz.

## Życiorys
Pochodzi ze Śląska. Jako chłopiec kształtował głos uczęszczając do chóru chłopięcego w Pałacu Młodzieży w Katowicach. Był również adeptem Studia Piosenki telewizji Śląskiej. Trzykrotnie zostawał także laureatem konkursu na najlepszego piosenkarza Katowic. Od końca lat 60. XX wieku występuje jako parodysta. Występował między innymi dla Polonii w Anglii, Australii, Francji, Kanadzie, Niemczech, Norwegii i USA. Wystąpił także w ponad 100 rozrywkowych programach telewizyjnych. Wielokrotnie występował także w programach Podwieczorek przy mikrofonie oraz Zgaduj-Zgadula.

## Filmografia
- To ja, złodziej (reż. Jacek Bromski, 2000; jako taksówkarz)[3]